# St. Bruder Konrad (Hannover)

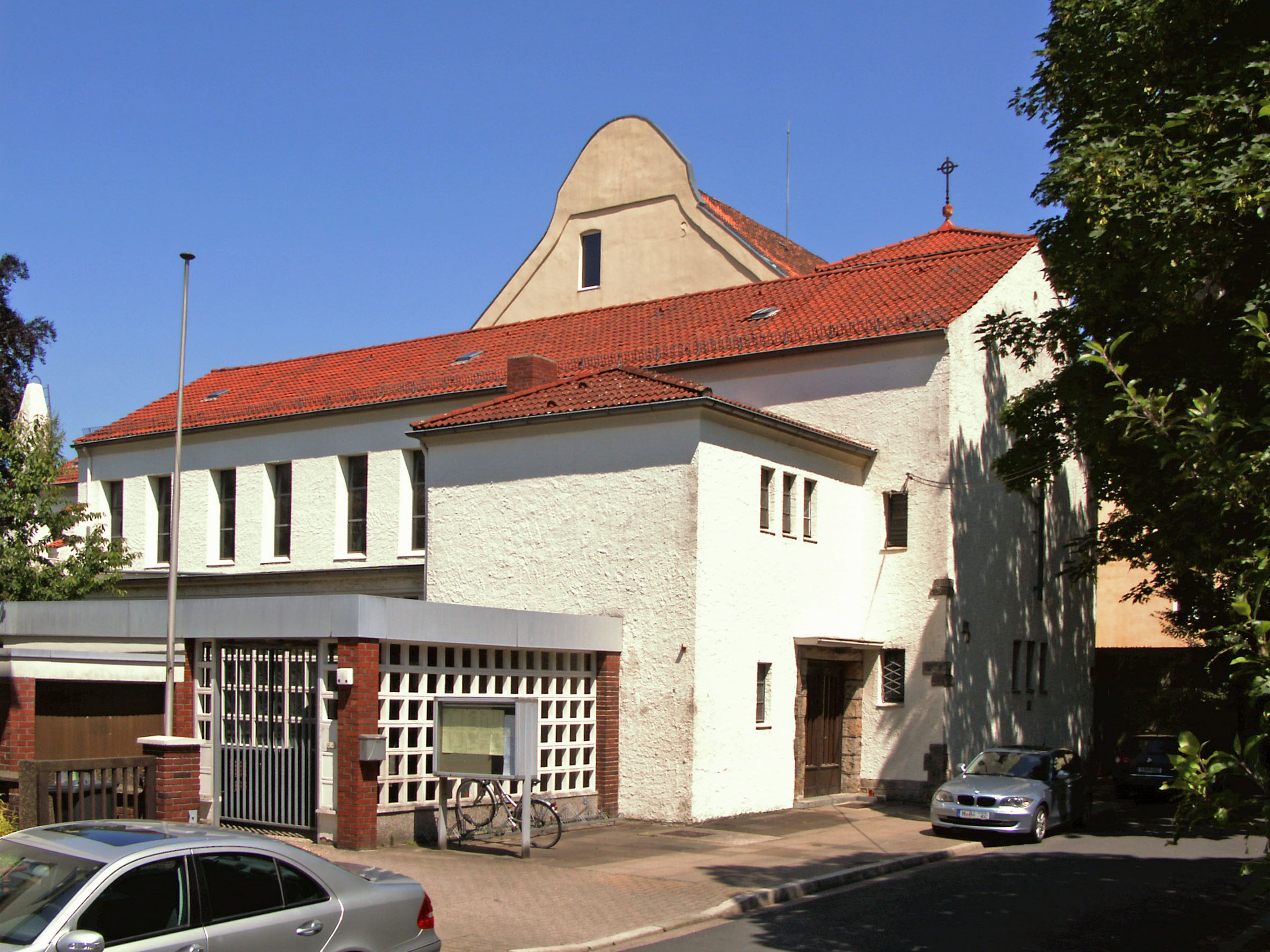
Kirche St. Bruder Konrad (2013)

Die Kirche St. Bruder Konrad war eine katholische Kirche im hannoverschen Stadtteil List. Sie gehörte zuletzt zur Pfarrgemeinde Heilig Geist, im Dekanat Hannover des Bistums Hildesheim. Die nach dem heiligen Konrad von Parzham benannte Kirche befand sich in der Overbeckstraße 3.

## Geschichte
Die Kirche wurde in einer ehemaligen Lagerhalle der Möbelfabrik Dyes & Co. eingerichtet. Bereits am 24. April 1936 wurde die Kuratie St. Bruder Konrad errichtet. Am 26. Mai 1936 erfolgte die Grundsteinlegung für den Umbau der Lagerhalle zur Kirche, und am 22. November 1936 wurde sie von Bischof Joseph Godehard Machens geweiht. Sie war die erste nach Konrad von Parzham benannte Kirche im Bistum Hildesheim, der erst zwei Jahre zuvor heiliggesprochen worden war. Ihr erster Pastor war Aloys Gödeke, zuvor Kaplan an St. Marien. Zum Zeitpunkt der Kirchweihe gehörten 1.855 Katholiken zur Kuratie St. Bruder Konrad. Die Luftangriffe auf Hannover im Zweiten Weltkrieg überstand die Kirche ohne größere Schäden.
Nach dem Zweiten Weltkrieg vergrößerte sich die Zahl der Katholiken im Einzugsgebiet der Kirche durch den Zuzug von Flüchtlingen und Heimatvertriebenen aus den Ostgebieten des Deutschen Reiches. Ab dem 1. April 1956 war St. Bruder Konrad eine selbstständige Kirchengemeinde, zuvor gehörte das Einzugsgebiet der Kirche zur Pfarrei St. Joseph. Am 1. April 1961 wurde die Kirchengemeinde St. Bruder Konrad zur Pfarrei erhoben. 1968 erfolgte eine Umgestaltung des Innenraumes.
Auf Grund zurückgehender Finanzmittel, aber auch der geringer werdenden Zahl von Priestern und Kirchenmitgliedern, erfolgte 2009 im Bistum Hildesheim eine Einstufung aller Kirchen nach ihrer künftigen Notwendigkeit. Damals wurde die St.-Bruder-Konrad-Kirche als „für die pastorale Entwicklung nicht unbedingt notwendig“ angesehen und zur Schließung vorgesehen. Seit dem 1. September 2010 gehörte die Kirche zur Pfarrgemeinde Heilig Geist. Am 22. Juni 2013 erfolgte ihre Profanierung durch Weihbischof Heinz-Günter Bongartz. Das Kirchengrundstück wurde noch im gleichen Jahr verkauft, das Kirchengebäude 2015 abgerissen.

## Architektur und Ausstattung
Hanns Joachim Klug entwarf anlässlich der 1968 durchgeführten Umgestaltung des Innenraumes Tabernakel und Altar neu. Das Taufbecken und der Kreuzweg stammen von Josef Hauke (Lauenau), die Gestaltung der Fenster erfolgte durch Egbert Lammers. Die Orgel wurde 1972 von der Firma Paul Ott erbaut und 2016 in der evangelisch-lutherischen Martinskirche von Sievershausen wieder aufgestellt. Im Turm der Kirche befanden sich drei Glocken. Die Kirchenbänke wurden nach der Profanierung nach Bosnien gebracht, die Marienstatue fand in der 2017 geweihten Heilig-Kreuz-Kirche in Isernhagen einen neuen Platz.

## Kindertagesstätte
Neben der Kirche befand sich die Kindertagesstätte St. Bruder Konrad.